# Sistema de referència geodèsic
Un sistema de referència geodèsic és un recurs matemàtic que permet assignar coordenades a punts sobre la superfície terrestre. Són utilitzats en geodèsia, en navegació, en cartografia i al sistema de posicionament global per a la correcta georeferenciació d'elements a la superfície terrestre.
Aquests sistemes són necessaris, ja que la Terra no és una esfera perfecta. Dins d'aquests hi ha els anomenats sistemes locals, que utilitzen per a la seva definició un el·lipsoide determinat i un punt datum, i els sistemes globals en què els paràmetres estan donats per una terna rectangular (X, Y, Z) amb un origen que es troba en el geocèntric terrestre. Per definir les coordenades geodèsiques (latitud, longitud i altura) compten amb un el·lipsoide de revolució associat. En la realitat, tant el centre com els eixos són inaccessibles en la pràctica.

## Sistemes de referència geodèsics
Aquests són alguns exemples dels sistemes geodèsics més utilitzats:
- WGS84, Sistema geodèsic mundial que data del 1984.
- European Datum 1950, datum europeu de 1950. El sistema fou creat en el decurs de la Segona Guerra Mundial, quan va palesar la necessitat de connectar internacionalment les diferents xarxes geodèsiques europees. Algunes de les batalles més importants de la guerra a Europa, van topar amb el problema que la cartografia de diferents països tenia diferents sistemes de referència, la qual cosa complicava les tasques dels exèrcits. El departament de defensa dels Estats Units va a establir el sistema ED50 per realitzar la cartografia de tot l'oest d'Europa. Amb el temps va mostrar incoherències. A més noves tècniques de càlcul i de mesura més precises van necessitar un nous sistema. Va ser reemplaçat pel ETRS89.[2]
- ETRS89, Sistema de referència terrestre europeu de 1989 molt similar al WGS84.
- NAD83, datum nord-americà de 1983 el qual és molt similar al WGS84.